# Salaria
Salaria és un gènere de la família de peixos dels Blenniidae.

## Taxonomia
Actualment hi ha cinc espècies reconegudes d'aquest gènere:
- Salaria atlantica Doadrio, Perea i Yahyaoui, 2011

- Salaria basilisca (Valenciennes, 1836) Es troba al Mar mediterrani a prop de Tunísia i Turquia, també en el Mar adriàtic. Aquesta espècie assoleix una longitud de 18cm.[2]

- Salaria economidisi Kottelat, 2004 Endèmic del Llac Trichonis (Grècia) on és controlat per pèrdua d'hàbitat. Aquesta espècie assoleix una longitud de 6.5cm.[3]

- Salaria fluviatilis (Asso, 1801) Es pot trobar dins rius i rierols d'Algèria i Marroc fluint al Mar mediterrani. Dins d'Europa és estès en les aigües dolces d'Albània, Croàcia, França, Grècia, Itàlia, Montenegro, Espanya i Portugal, mentre dins Àsia es pot trobar a Turquia i Israel. Aquesta espècie assoleix una longitud de 15cm.[4]

- Salaria pavo (A. Risso, 1810) Es troba en l'oceà Atlàntic oriental, costa de França al Marroc; també en el Mediterràni i el mar Negre. Aquesta espècie assoleix una longitud de 13cm.[5]